# Blerta Smaili
Pour les articles homonymes, voir Smaili.
Blerta Smaili, née le 8 mai 2002, est une footballeuse internationale kosovar, d'origine albanaise. Elle joue au poste de milieu de terrain pour le club portugais d'Albergaria. Elle a également représenté l'Allemagne des moins de 17 ans.

## Biographie

### En club
Le 9 janvier 2023, le club suédois du Sundsvalls DFF, annonce son arrivée, en provenance du IFK Örby, elle y dispute 26 des 30 matches du championnat, marquant un but lors de la 21e journée.
Le 19 janvier 2024, elle quitte la Suède et signe avec le FC Bâle, avec qui elle ne dispute qu'une mi-temps d'un match de championnat, en remplacement de l'Allemande Leonie Köster. Le 29 mai 2024, le club annonce son départ de Suisse.
Le 14 août 2024, elle est annoncée par le club portugais de Albergaria, qui évolue en première ligue, où elle retrouve le poste de défenseure centrale.

### En sélection nationale
D'origine kosovar et albanaise, elle nait en Allemagne, c'est pour cela que sa première sélection dans les catégories jeunes est avec la sélection allemande. Elle dispute sa première rencontre internationale le 11 décembre 2016, en match amical face aux U15 belges. Elle rentre à la 59e en remplacement de Jana Rogée. Elle participe à la Coupe nordique 2018 avec les U16. Blerta Smaili, marque son seul but en sélection, lors de la dernière rencontre qu'elle dispute avec le maillot allemand. But marqué à la 71e, lors d'un match amical contre les U17 suisses, le 28 août 2018.
Sa première rencontre avec le maillot kosovar, a lieu le 23 octobre 2020, alors qu'elle n'a que 18 ans, face à la Turquie, pour le compte des éliminatoires de l'Euro 2022.

## Statistiques
| Saison                | Club                  | Championnat                        | Championnat | Championnat | Coupe(s) nationale(s) | Coupe(s) nationale(s) | Compétition(s) continentale(s) | Compétition(s) continentale(s) | Compétition(s) continentale(s) | Sélection | Sélection | Sélection | Total | Total |
| Saison                | Club                  | Division                           | M.          | B.          | M.                    | B.                    | Comp.                          | M.                             | B.                             | Équipe    | M.        | B.        | M.    | B.    |
| 2020-2021             | VfL Sindelfingen      | -                                  | 0           | 0           | 0                     | 0                     | -                              | 0                              | 0                              | A         | 2         | 0         | 2     | 0     |
| Sous-total            | Sous-total            | Sous-total                         | 0           | 0           | 0                     | 0                     | -                              | 0                              | 0                              | -         | 2         | 0         | 2     | 0     |
| 2021-2022             | VfB Obertürkheim      | Frauen Regionalliga Süd 2          | 0           | 0           | 0                     | 0                     | -                              | 0                              | 0                              | A         | 4         | 0         | 4     | 0     |
| Sous-total            | Sous-total            | Sous-total                         | 0           | 0           | 0                     | 0                     | -                              | 0                              | 0                              | -         | 4         | 0         | 4     | 0     |
| 2022                  | IFK Örby              | Division 1 Dam Mellersta Götaland  | 9           | 1           | 0                     | 0                     | -                              | 0                              | 0                              | A         | 2         | 0         | 11    | 1     |
| Sous-total            | Sous-total            | Sous-total                         | 9           | 1           | 0                     | 0                     | -                              | 0                              | 0                              | -         | 2         | 0         | 11    | 1     |
| 2022                  | IFK Örby 2            | Division 3 Dam Västergötland södra | 1           | 2           | 0                     | 0                     | -                              | 0                              | 0                              | -         | 0         | 0         | 1     | 2     |
| Sous-total            | Sous-total            | Sous-total                         | 1           | 2           | 0                     | 0                     | -                              | 0                              | 0                              | -         | 0         | 0         | 1     | 2     |
| 2023                  | Sundsvalls DFF        | Elitettan                          | 26          | 1           | 0                     | 0                     | -                              | 0                              | 0                              | A         | 6         | 0         | 32    | 1     |
| Sous-total            | Sous-total            | Sous-total                         | 26          | 1           | 0                     | 0                     | -                              | 0                              | 0                              | -         | 6         | 0         | 32    | 1     |
| 2023-2024             | FC Bâle               | Women's Super League               | 1           | 0           | 0                     | 0                     | -                              | 0                              | 0                              | A         | 5         | 0         | 6     | 0     |
| Sous-total            | Sous-total            | Sous-total                         | 1           | 0           | 0                     | 0                     | -                              | 0                              | 0                              | -         | 5         | 0         | 6     | 0     |
| 2024-2025             | Clube de Albergaria   | Liga BPI                           | 1           | 0           | 1                     | 0                     | -                              | 0                              | 0                              | -         | 0         | 0         | 2     | 0     |
| Sous-total            | Sous-total            | Sous-total                         | 1           | 0           | 1                     | 0                     | -                              | 0                              | 0                              | -         | 0         | 0         | 2     | 0     |
| Total sur la carrière | Total sur la carrière | Total sur la carrière              | 38          | 4           | 1                     | 0                     | -                              | 0                              | 0                              | -         | 19        | 0         | 58    | 4     |

Statistiques actualisées le 16 septembre 2024

### En sélection nationale
| Matches officiels de Blerta Smaili en sélections allemandes et kosovar au 7 septembre 2024 | Matches officiels de Blerta Smaili en sélections allemandes et kosovar au 7 septembre 2024 | Matches officiels de Blerta Smaili en sélections allemandes et kosovar au 7 septembre 2024 | Matches officiels de Blerta Smaili en sélections allemandes et kosovar au 7 septembre 2024 | Matches officiels de Blerta Smaili en sélections allemandes et kosovar au 7 septembre 2024 |
| Club                                                                                       | V.                                                                                         | N.                                                                                         | D.                                                                                         | Buts                                                                                       |
| ------------------------------------------------------------------------------------------ | ------------------------------------------------------------------------------------------ | ------------------------------------------------------------------------------------------ | ------------------------------------------------------------------------------------------ | ------------------------------------------------------------------------------------------ |
| Allemagne U15 (3 matchs: 11,11%)                                                           | 3 (100,00%)                                                                                | 0 (00,00%)                                                                                 | 0 (0,00%)                                                                                  | 0 (0,00%)                                                                                  |
| Allemagne U16 (3 matchs: 11,11%)                                                           | 2 (75,00%)                                                                                 | 1 (25,00%)                                                                                 | 0 (0,00%)                                                                                  | 0 (0,00%)                                                                                  |
| Allemagne U17 (2 matchs: 7,41%)                                                            | 1 (50,00%)                                                                                 | 0 (00,00%)                                                                                 | 1 (50,00%)                                                                                 | 1 (100.00%)                                                                                |
| Kosovo (19 matchs: 70,37%)                                                                 | 5 (26,32%)                                                                                 | 3 (15,79%)                                                                                 | 11 (57,89%)                                                                                | 0 (0,00%)                                                                                  |
| Total (                                                                                    | 11 (40,74%)                                                                                | 4 (14,81%)                                                                                 | 12 (44,45%)                                                                                | 1                                                                                          |